# Oczko (jezioro w powiecie wałeckim)
Oczko – jezioro w woj. zachodniopomorskim, w powiecie wałeckim, w gminie Wałcz, leżące na Równinie Wałeckiej.

## Dane morfometryczne
Powierzchnia zwierciadła wody według różnych źródeł wynosi od 1,0 ha do 1,56 ha (lustra wody i ogólna).
Zwierciadło wody położone jest na wysokości 120,6 m n.p.m.

## Hydronimia
Według spisu opracowanego przez Komisję Nazw Miejscowości i Obiektów Fizjograficznych (KNMiOF) oraz danych z państwowego rejestru nazw geograficznych zestandaryzowana nazwa tego jeziora to Oczko. W różnych publikacjach i na mapach topograficznych jezioro to występuje pod nazwą Busino Małe.
Dane z państwowego rejestru nazw geograficznych nie podają nazw obocznych.